# اسپاین‌فارم رکوردز
اسپاین‌فارم رکوردز (انگلیسی: Spinefarm Records) یک ناشر موسیقی فنلاندی است که در سال ۱۹۹۰ تأسیس و در سال ۲۰۰۲ توسط گروه موسیقی یونیورسال خریداری شد.